# ケスタティス・スミルノヴァス
ケスタティス・スミルノヴァス（Kęstutis Smirnovas、1976年4月8日 - ）は、リトアニアの男性総合格闘家、政治家。シャキアイ出身。アウドラジム所属。柔道四段。初代修斗欧州クルーザー級王者。
ニックネームは「リトアニアの高田延彦」。入場曲も高田の入場曲である。
ミンダウガス・スミルノヴァスは実弟。

## 来歴
1997年から1999年までリトアニアの国境警備隊に在籍
2006年3月10日、K-1で行われた修斗欧州クルーザー級（-91kg）王座決定戦でタデウサス・コロディンスキスと対戦し、判定勝ちを収め王座獲得に成功した。
2006年8月5日、HERO'Sライトヘビー級（-85kg）トーナメント準々決勝で桜庭和志と対戦。序盤の打撃で桜庭をKO寸前にまで追い込んだがレフェリーストップがかからず、最後は形勢を盛り返した桜庭の腕ひしぎ十字固めで一本負け。スミルノヴァス本人はレフェリングに対し不満を口にしている。前田日明スーパーバイザーもレフェリングに苦言を呈し、後のルール改正に繋がる一戦となった。
2006年10月9日、HERO'Sトーナメント準決勝で桜庭和志に代わって秋山成勲と対戦し、パウンドでKO負け。
現在は政治家に転身しており、セイマスの委員で青年・スポーツ省委員会の議長を務めている。

## 戦績
| 総合格闘技 戦績 | 総合格闘技 戦績 | 総合格闘技 戦績 | 総合格闘技 戦績 | 総合格闘技 戦績 | 総合格闘技 戦績 | 総合格闘技 戦績 |
| --------------- | --------------- | --------------- | --------------- | --------------- | --------------- | --------------- |
| 31 試合         | (T)KO           | 一本            | 判定            | その他          | 引き分け        | 無効試合        |
| 22 勝           | 3               | 12              | 6               | 1               | 1               | 0               |
| 8 敗            | 3               | 4               | 1               | 0               | 1               | 0               |

| 勝敗 | 対戦相手                         | 試合結果                            | 大会名 | 開催年月日     |
| ○    | ダヴィド・マルチナ               | 1R 0:37 チキンウィングアームロック  | Shooto Lithuania: Bushido 2008                                                                                | 2008年3月16日  |
| ○    | ダンバ・ラドネフ                 | 1R 4:20 腕ひしぎ十字固め            | HERO'S Lithuania 2007                                                                                         | 2007年11月10日 |
| ○    | Jushko Uladzimir                 | 1R 1:40 腕ひしぎ十字固め            | Shooto Lithuania: Bushido                                                                                     | 2007年9月29日  |
| ×    | 鈴木信達                         | 1R終了時 TKO（左眉カット）          | ZST.13 | 2007年6月10日  |
| △    | バレンティン・ゴロボフスキ       | 5分3R終了 判定                      | K-1 EAST EUROPE MAX 2007                                                                                      | 2007年3月17日  |
| ○    | トーマス・バレンタイン           | 1R 1:06 TKO                         | HERO'S Lithuania 2006                                                                                         | 2006年11月11日 |
| ×    | 秋山成勲                         | 1R 3:01 KO（右ハイキック→パウンド） | HERO'S 2006 ミドル&ライトヘビー級世界最強王者決定トーナメント決勝戦 【ライトヘビー級トーナメント 準決勝】     | 2006年10月9日  |
| ×    | 桜庭和志                         | 1R 6:41 腕ひしぎ十字固め            | HERO'S 2006 ミドル&ライトヘビー級世界最強王者決定トーナメント準々決勝 【ライトヘビー級トーナメント 準々決勝】 | 2006年8月5日   |
| ○    | タデウサス・コロディンスキス     | 5分3R終了 判定                      | K-1 EAST EUROPE MAX 2006 【修斗欧州クルーザー級王座決定戦】                                                   | 2006年3月10日  |
| ○    | 三浦広光                         | 1R 4:30 TKO                         | HERO'S Lithuania 2005                                                                                         | 2005年11月26日 |
| ○    | グラヴィダス・スマイリス         | 腕ひしぎ十字固め                    | Shooto Lithuania: Chaosas                                                                                     | 2005年4月7日   |
| ×    | アマロ・ダ・シウバ               | 2R 2:58 TKO                         | Shooto Lithuania: Bushido                                                                                     | 2004年11月20日 |
| ×    | サム・ネスト                     | 2R 4:58 チョークスリーパー          | ZST GP 2 オープニングステージ                                                                                 | 2004年11月3日  |
| ○    | Romualds Garkulis                | 1R 1:37 チョーク                    | Shooto Lithuania: Gladiators                                                                                  | 2004年9月29日  |
| ○    | ペトラス・モリカビュチス         | 1R 0:50 チョーク                    | Shooto Lithuania: Bushido King                                                                                | 2004年5月18日  |
| ○    | ヴィドマンタス・タタルナス       | チョーク                            | Bushido Lithuania: Storm                                                                                      | 2004年4月30日  |
| ○    | グラヴィダス・スマイリス         | チョーク                            | Shooto Lithuania: Vendetta                                                                                    | 2004年4月4日   |
| ○    | Egidijus Petrushkevicius         | -                                   | Bushido Lithuania: Ronin                                                                                      | 2004年3月14日  |
| ○    | グルゼゴルツ・ジャクボウスキ     | 5分2R終了 判定3-0                   | Shooto Lithuania: King of Bushido Stage 3                                                                     | 2004年2月8日   |
| ○    | ローマン・スコテリン             | 5分2R終了 判定2-1                   | Shooto Lithuania: King of Bushido Stage 1                                                                     | 2003年11月14日 |
| ○    | 井上正也                         | 1R終了時 TKO（棄権）                | 修斗 | 2003年9月5日   |
| ○    | ケスタティス・スタンケヴィシウス | 判定                                | Rings Lithuania: Explosion                                                                                    | 2003年5月10日  |
| ○    | マリウズ・ラグジンスキィ         | 1R 2:45 チキンウィングアームロック  | Bushido Rings 7: Adrenalinas                                                                                  | 2003年4月5日   |
| ○    | Darius Jonyla                    | 腕ひしぎ十字固め                    | Bushido Rings 6: Dynamite                                                                                     | 2002年12月14日 |
| ○    | ウラジミール・スマンスター       | 1R 腕ひしぎ十字固め                 | Bushido Rings 5: Shock                                                                                        | 2002年11月9日  |
| ○    | アングロサクソン大場             | 1R 0:55 腕ひしぎ十字固め            | THE BEST Vol.3                                                                                                | 2002年10月20日 |
| ○    | パベル・ドルゴフ                 | 5分2R終了 判定                      | Rings Lithuania: Bushido Rings 4                                                                              | 2002年5月4日   |
| ×    | 横井宏考                         | 5分2R終了 判定                      | Rings Lithuania: Bushido Rings 3                                                                              | 2001年11月10日 |
| ×    | イリューヒン・ミーシャ           | 1R アキレス腱固め                   | Rings Lithuania: Bushido Rings 2                                                                              | 2001年5月8日   |
| ○    | ルスラン・ミルゾエフ             | 10分1R終了 判定（ポイント3-2）      | Rings Russia: Russia vs. Bulgaria                                                                             | 2001年4月6日   |
| ×    | Victor Yerohin                   | 8:00 レッグロック                   | Rings Lithuania: Bushido Rings 1                                                                              | 2000年10月24日 |

## 獲得タイトル
- コマンドサンボ・リトアニア選手権優勝（1996年 - 2000年）
- リングス・リトアニア90kg級王座（2000年）
- 初代修斗欧州クルーザー級王座（2006年）